# چالکش‌لات
چالکش‌لات، روستایی است از توابع بخش لشت نشا شهرستان رشت در استان گیلان ایران.

## جمعیت
این روستا در دهستان علی‌آباد زیباکنار قرار دارد و براساس سرشماری مرکز آمار ایران در سال ۱۳۸۵، جمعیت آن ۵۵۹ نفر (۱۶۷خانوار) بوده‌است.